# 梅恩巴赫河
52°20′3″N 8°32′34″E / 52.33417°N 8.54278°E
梅恩巴赫河（德語：Mehner Bach），是位於德國西部北萊茵-威斯特法倫州的河流，屬於大奧厄河的支流，河道全長9公里，流域面積8.4平方公里。